# Црква Светих апостола Петра и Павла у Бадњевцу
Црква Светих апостола Петра и Павла у Бадњевцу, налази се 10 km од Баточине и 15 km од Крагујевца и припада Епархији шумадијској Српске православне цркве. Грађена је у периоду од 1896. до 1903. године. Слави Светог Петра и Павла.

## Црква Светог Марка
Иницијативу за подизање храма дао је поп Јован Божић. Министарство просвете је 17. септембра 1868. доставило надлежним црквеним властима готов план за цркву. Црква је убрзо подигнута. Била је посвећена Светом Марку, па је и названа „Маркова црква“.

## Црква Светог Петра и Павла
Касније се увидело да Бадњевцу треба већи и лепши храм, те је донета одлука да се у селу сагради већа црква. Главну реч је поново водио свештеник Јован Божић. Црква је зидана од 1896. до 1903. године. Извођач радова је био Оскар Вендлер, протестант из Саксоније. Рођен је 1859. године, Бадњевац је заволео и са супругом Хермином направио кућицу близу железничке станице и ту остао до смрти 1933. године.
Старешина цркве до 1941. године је био Андра Божић, који је стрељан у Крагујевачком масакру.
Црква је завршена 1903. године и посвећена је светим апостолима Петру и Павлу. У њој су сачуване вредне иконе из цркве светог Марка које је рестаурирала Ана Сковран, и налазе се у сталној музејској поставци при манастиру Каленић.